# Armida Barelli
Armida Barelli (Milano, 1º dicembre 1882 – Marzio, 15 agosto 1952) è stata un'educatrice italiana, cofondatrice dell'Università Cattolica del Sacro Cuore, dirigente dell'Azione Cattolica Italiana, cofondatrice delle Missionarie della Regalità di Nostro Signore Gesù Cristo e cofondatrice dell'Opera della regalità di Nostro Signore Gesù Cristo. È stata dichiarata beata da papa Francesco nel 2022.

## Biografia
Nasce in una famiglia economicamente benestante, da Napoleone e Savina Candiani. Armida aveva due fratelli (il medico Luigi e l'ingegnere civile Pier Fausto) e tre sorelle (Gemma, Mary e Vittoria). Si avvicina alla religione in età scolare, nel collegio svizzero a Menzingen (considerato il migliore del tempo), diretto dalle Suore della Santa Croce, dove studia per cinque anni tra il 1895 e il 1900. In quel periodo ha modo di approfondire una vita spirituale e sceglie di dedicarsi ad opere sociali, rinunciando a creare una propria famiglia. Tra le persone importanti del suo cammino spirituale, ci sono padre Agostino Gemelli, padre Arcangelo Mazzotti (1880-1961), e don Enrico Mauri. Nel 1910 Armida divenne terziaria francescana. Nel 1913, alla vigilia della festa del Sacro Cuore, nel Duomo di Milano, si offrì definitivamente al Signore per l’apostolato, rimanendo inserita nelle realtà temporali. Al fianco di padre Gemelli la giovane donna affrontò un impegno religioso e sociale non debole.

### La fondazione dell'Università cattolica
Nel 1921, mentre ricopre (dal 1917) la carica di amministratore unico dell'editrice Vita e Pensiero, raccoglie da Giuseppe Toniolo, (figura storica del movimento cattolico italiano) l'impegno di fondare, insieme a padre Gemelli, Francesco Olgiati e Ludovico Necchi, "una Università dei cattolici italiani". Dopo soli tre anni vengono aperte a Milano le prime due facoltà (Scienze sociali e Filosofia) dell'Università Cattolica del Sacro Cuore. Armida Barelli è la tesoriera dell'Università; ed è lei a fondare, nel 1924, la prima «Giornata universitaria», volta alla raccolta fondi per l'ateneo.

### Impegno ecclesiale
Armida Barelli si è sempre profondamente impegnata per l'affermazione dei diritti delle donne e per lo sviluppo di politiche per il lavoro e la formazione. Nel 1910 conosce padre Agostino Gemelli, che la convince ad entrare, nello stesso anno, nel Terz'ordine Francescano. Il 17 febbraio del 1917 fonda la Gioventù Femminile Cattolica Milanese, analoga a quella maschile già esistente, con il sostegno del cardinale Ferrari. Su scelta di Papa Benedetto XV, nel 1918 la Barelli diviene Presidente Nazionale della Gioventù Femminile, con il compito di diffondere il movimento in tutte le diocesi italiane.
Nel 1919, ad Assisi, fonda, insieme a padre Gemelli, un Pio sodalizio, le Terziarie Francescane del Regno Sociale del Sacro Cuore, che diventerà l'Istituto Secolare delle Missionarie della Regalità di Nostro Signore Gesù Cristo, di ispirazione francescana, che oggi conta circa 2400 consacrate. L'Istituto rappresentava una decisa novità. Infatti, nel 1889, con l'Ecclesia Cattolica di papa Leone XIII, erano state ufficialmente riconosciute "pie unioni" di laici consacrati non legate ad ordini religiosi, ma solo nel 1947, con la Provida Mater Ecclesia di papa Pio XII, verranno creati gli Istituti secolari.
Nel 1922 sostenne, con l'apporto della Gioventù Femminile di Azione Cattolica, in Cina Settentrionale, l'Istituto Benedetto XV, con il compito di assicurare una dote alle fanciulle cinesi povere che avevano la vocazione religiosa, per aprire un orfanotrofio ed un dispensario per i poveri. Dall'Istituto nasceranno le Terziarie Francescane del Sacro Cuore - Benedetto XV. Nel 1929 fonda, sempre con Gemelli, l'Opera della Regalità, con il compito di avvicinare il laicato cattolico alla liturgia. L'importanza di quest'iniziativa va colta nel fatto che si era ben lontani dal clima del Concilio Vaticano II e, quindi, ai laici era riconosciuto pochissimo spazio nell'azione liturgica della Chiesa.
Nel 1946 è nominata Vice Presidentessa generale dell'Azione Cattolica per un triennio, da Papa Pio XII. Dal 1920 al 1950, gira, nonostante l'ostilità del regime fascista, l'Italia per promuovere la Gioventù Femminile, che arriverà a contare 1.500.000 iscritte, organizzando Convegni, Pellegrinaggi e Settimane Sociali. Nel 1946 è in prima linea nella battaglia per il voto alle donne. Nel frattempo, le sue fondazioni, tese a valorizzare e promuovere la personalità della donna, si estendono anche in Venezuela, Australia, Bulgaria, Stati Uniti d'America, Cina. Nel 1948 si impegna nella campagna elettorale a favore della DC, per impedire la vittoria dei social-comunisti del Fronte Democratico Popolare.

### La malattia
Dal 1949, nella lunga infermità - soffre di paralisi bulbare - vive in spirito di penitenza, nella preghiera e nell'offerta, in particolare, per la costruzione della Facoltà di Medicina e del Policlinico Gemelli di Roma.

### Morte
Morì a Marzio, in diocesi di Como, nella casa (villa San Francesco) dove ogni anno si ritirava dal 29 giugno al 4 ottobre a partire dal 1919. Fu assistita spiritualmente dal parroco e suo confessore, don Luigi Curti (1914-2016), per 80 anni pastore intrepido di Marzio. Egli ne custodì la memoria, zelando la causa di beatificazione per tutta la vita. Il giorno della nascita al Cielo della Beata era il giorno dell'Assunta. Anni più tardi, faceva notare monsignor Curti, i funerali di Armida Barelli ebbero luogo la domenica successiva, e lo stesso accadde per la Messa di trigesima, che cadde appunto in domenica. Le Messe dunque si celebrarono con i paramenti bianchi in entrambe le occasioni (e non neri come il rito di allora prescriveva). Fu tumulata nel locale cimitero fino all' 8 marzo 1953, quando la sua salma fu trasportata in un solenne corteo, composto da migliaia di persone, dal piccolo cimitero di Marzio per essere tumulata nella cripta della Cappella del Sacro Cuore presso l'Università Cattolica.

## Beatificazione

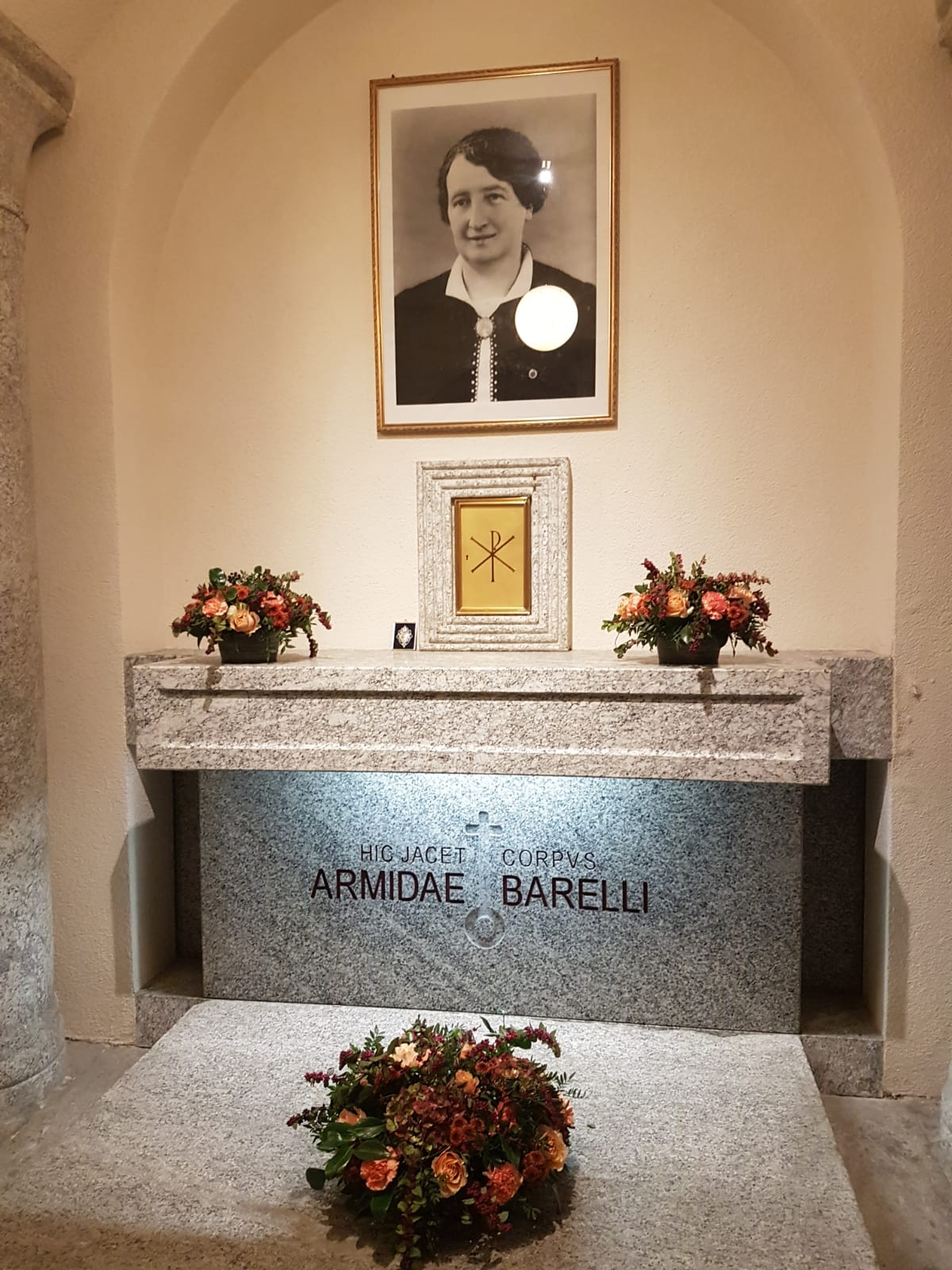
Tomba di Armida Barelli nella cripta della Cappella dell'Università del Sacro Cuore di Milano

Il 17 luglio 1970 l'arcidiocesi di Milano ha aperto il processo diocesano per la sua beatificazione, che dopo la conclusione, prosegue a Roma presso la Congregazione competente.
Il 1º giugno 2007 è stata dichiarata venerabile da papa Benedetto XVI che ha autorizzato il decreto di promulgazione delle sue virtù eroiche.
Il 20 febbraio 2021, papa Francesco ha riconosciuto un miracolo avvenuto per sua intercessione, aprendo la strada alla sua beatificazione. La cerimonia di beatificazione è avvenuta nel duomo di Milano il 30 aprile 2022, presieduta dal cardinale Marcello Semeraro, prefetto della Congregazione delle cause dei santi; assieme ad Armida Barelli è stato beatificato anche il sacerdote diocesano Mario Ciceri. La data della memoria liturgica è stata fissata al 19 novembre, giorno in cui nel 1919 avviò ad Assisi le Terziarie Francescane del Regno Sociale del Sacro Cuore.

### Il miracolo per la beatificazione
Il miracolo riguarda la guarigione di una donna di 65 anni, Alice Maggini, che a Prato il 5 maggio 1989 era stata investita da un camion mentre viaggiava in bicicletta. La forte commozione cerebrale riportata a seguito dell'incidente portò i medici a diagnosticare gravi conseguenze di tipo neurologico. In modo scientificamente inspiegabile, Alice Maggini è guarita completamente, riprendendo la sua vita in totale autonomia fino alla morte avvenuta nel 2012.

## Riconoscimenti
- Levico Terme le ha dedicato il centro di formazione professionale Opera Armida Barelli
- Marzio, in provincia di Varese, le ha dedicato una mostra nel 50º dalla morte[14]
- A Rovereto il precedente istituto Opera per l'assistenza e la preparazione professionale della donna ha preso la denominazione Centro di formazione professionale Opera Armida Barelli[15]
- Acireale, Bergamo, Vermezzo, Milano, Selvazzano Dentro le hanno intitolato una via